# TJ Brasil
TJ Brasil (formalmente Telejornal Brasil) foi um telejornal brasileiro, produzido e exibido pelo SBT entre 29 de agosto de 1988 e 31 de dezembro de 1997. O telejornal marcou a estreia de Boris Casoy, ex-diretor de redação do jornal Folha de S.Paulo, como âncora de TV. Em 15 de agosto de 2005, o telejornal retornou a programação do SBT, com o novo nome de SBT Brasil.

## História
O TJ Brasil estreou em 29 de agosto de 1988 como uma tentativa de Silvio Santos dar mais credibilidade ao SBT, ampliando assim seu faturamento publicitário com um telejornalismo forte, em substituição ao antigo telejornal Noticentro. Com picos de audiência de até 25 pontos, o telejornal tornou-se notório no Brasil por introduzir a figura do âncora, modelo "importado" da televisão norte-americana. 
Em 30 de junho de 1997, Boris deixou a bancada do TJ Brasil depois de aceitar uma proposta em para ancorar o Jornal da Record, da emissora homônima em 30 de maio do mesmo ano, sendo substituído por Hermano Henning. De acordo com a Folha de S.Paulo, a audiência do telejornal no Painel Nacional de Televisão (PNT) do Ibope não foi muito afetada com a troca de apresentação, caindo apenas de 8 pontos em junho para 7 pontos no mês seguinte. No entanto, o TJ Brasil teve seu horário tradicional alterado, saindo do horário das 19h30 e indo para as 18h30, diminuindo drasticamente a audiência para 4 pontos. Após uma mudança geral na programação do SBT, o TJ Brasil teve sua última exibição em 31 de dezembro de 1997. Depois de mais de 7 anos fora do ar, em 15 de agosto de 2005, o telejornal foi reformulado e retornou à programação da emissora, com o nome de SBT Brasil.